# 帝冢山大学短期大学部
帝冢山大学短期大学部（日语：／ Tezukayama Daigaku Tanki Daigakubu *），简称帝短，是过去一所位于日本奈良县奈良市的私立短期大学。前身是帝冢山短期大学（日语：／ Tezukayama Tanki Daigaku *）。

## 概要

### 简介
- 学校最早可以追溯到1941年[1][2]。短期大学为于1961年开办[2]、由学校法人帝冢山学园经营。招生到于2003年[3]、停办于2005年。招収只女学生从开办。

### 历史
- 1961年 帝冢山短期大学成立并同时设置两个学科、以下列举[2]。
  - 文艺科
  - 家庭生活科
- 1965年 文艺科分离为两个专攻、以下列举[2]。
  - 日本文艺专攻[注 2]
  - 英美语专攻[注 2]
- 1967年 家庭生活科分离为两个专攻、以下列举[2]。
  - 家庭生活专攻
  - 食物营养专攻
- 1976年 日本文化史专攻（[注 2]）成立于文艺学科[2]。
- 1984年 两个专攻成立于专科、以下列举[2]。
  - 文艺专攻
  - 家庭生活专攻
- 2000年 改校名为帝冢山大学短期大学部[2]。
- 2002年 两个学科改名为、以下列举[2]。
  - 家庭生活学科→人类环境学科
  - 文艺学科→文化环境学科。
- 2003年 最后一年招生、次年停止招生（正式停办于2005年7月29日[3]）。

## 学校环境
- 校区：在了奈良县奈良市[注 1]

## 历任校长
- 森礒吉：第一代短期大学校长[4]。

## 组织

### 学科
- 文化环境学科
  - 日本文艺专攻[注 2]
  - 日本文化史专攻[注 2]
  - 英美语专攻[注 2]
- 人类环境学科
  - 人类环境专攻
  - 食物营养专攻

### 专科
| - 文艺专攻 - 家庭生活专攻 |

### 业余课程
| - 没有 |

## 知名校友
- 万田久子：演员
- 福井未菜：演员

## 相关链接
- 日本短期大学列表